# Damarlösning
Damarlösning är en linoljebaserad vätska som används av konstnärer vid oljemålning. Den ger ett bättre flyt åt färgen och drygar även ut den något, men fördröjer torktiden avsevärt, till skillnad från balsamterpentin eller terpinex, som förkortar den.